# Microgadus proximus
Microgadus proximus (Girard, 1854) è un pesce osseo marino appartenente alla famiglia Gadidae.

## Descrizione
L'aspetto è simile a quello dell'affine Microgadus tomcod. Il colore è verdastro olivaceo sul dorso e chiaro sul ventre, le pinne hanno margini scuri.
La taglia massima supera di poco i 30 cm.

## Distribuzione e habitat
Endemico dell'Oceano Pacifico nordorientale tra il sudest del mare di Bering e la California centrale. Popola fondi sabbiosi fino a 275 metri di profondità ma normalmente staziona tra 25 e 120 metri. Può penetrare in acqua salmastra. I giovanili stanno in acque basse, specie in estate e autunno mentre gli adulti preferiscono zone più profonde.

## Biologia

### Alimentazione
Carnivoro, si nutre prevalentemente di crostacei (gamberetti, anfipodi e isopodi), molluschi (gasteropodi e bivalvi) e piccoli pesci.

### Predatori
Svolge un ruolo importante come preda nelle reti trofiche nelle zone in cui è numeroso. Viene predata da Thunnus alalunga, da Merluccius productus e da Phoca vitulina.

## Pesca
La pesca commerciale a questa specie ha scarsa importanza. È invece oggetto di pesca sportiva.